# U-75 (1940)
U-75 – niemiecki okręt podwodny (U-Boot) typu VII B z okresu II wojny światowej. Okręt wszedł do służby w 1940.

## Historia
Podczas II wojny światowej odbył 5  patroli bojowych spędzając w morzu 141 dni. Zatopił 7 statków o łącznym tonażu 37.884 BRT i dwie  brytyjskie barki desantowe HMS TLC-A2 (372 ton) i HMS TLC-A7 (372 ton). Zatopiony 21 grudnia 1941 w pobliżu Matruh  na pozycji 31°50′00″N 26°40′00″E/31,833333 26,666667 przez brytyjski niszczyciel HMS „Kipling”. Zginęło 14 członków załogi, a 30 zostało uratowanych.

## Przebieg służby
- 19.12.1940 – 31.03.1941 – 7. Flotylla U-bootów Wegener w  Kilonii (szkolenie)
- 01.04.1941 – 01.10.1941 – 7. Flotylla U-bootów w  Saint-Nazaire (okręt bojowy)
- 01.10.1941 – 28.12.1941 – 23. Flotylla U-bootów w  Salamina (okręt bojowy)
- 28.12.1941 – zatopiony na Morzu Śródziemnym

Dowódcy:

19.12.1940 – 28.12.1941 – Kapitanleutnant (kapitan marynarki) Helmuth Ringelmann